# 双辽经济开发区
双辽经济开发区是吉林省四平市双辽市于2002年创建的经济开发区，分布于双辽市区东西两翼。2005年列为吉林省工业集中区。其辖区亦是双辽市的类似乡级单位。

## 行政区划
下辖以下地区：双辽经济开发区虚拟社区。